# Tovomita excelsa
Tovomita excelsa är en tvåhjärtbladig växtart som beskrevs av Andrade-Lima och G. Mariz. Tovomita excelsa ingår i släktet Tovomita och familjen Clusiaceae. Inga underarter finns listade i Catalogue of Life.